# Global
Global — DVD и CD сет Пола Ван Дайка, снятый во время его мировых DJ-туров, издан в 2003 году.

## Об альбоме
CD это музыкальная версия DVD. DVD приложения (отсутствующие на CD) включают видеоклипы на песни Another Way, For An Angel, Forbidden Fruit, We Are Alive и Tell Me Why (The Riddle).

## Список композиций
1. We Are Alive — 3:19
2. Seven Ways — 5:12
3. Forbidden Fruit — 6:16
4. Beautiful Place — 6:02
5. Another Way — 6:20
6. Tell Me Why (The Riddle) — 5:48
  - При участии Saint Etienne
7. Step Right On — 5:22
8. Words — 5:49
9. Together We Will Conquer — 7:17
10. A Magical Moment — 4:38
11. For an Angel — 7:17
12. Animacion — 7:14
13. My World — 3:50